# Ricardo Ferrero
Ricardo "El Oso" Ferrero (Las Varillas, 5 de abril de 1955-Rosario, 16 de noviembre de 2015) fue un entrenador y jugador de fútbol argentino. Actuando en la posición de guardameta, jugó profesionalmente en Argentina, España y México. También fue miembro de la selección de fútbol de Argentina. Fue padre del baloncestista Diego Alberto Ferrero.

## Carrera
Debutó el 5 de marzo de 1975 con Rosario Central dirigido por Carlos Timoteo Griguol. Recibió el apodo de Oso en parte por su porte físico y otro tanto por herencia, ya que era el mote del famoso arquero centralista Octavio Díaz. En la cuestión estética resaltaba por lucir un profuso bigote, y también por atajar con el buzo de arquero de Grêmio de Porto Alegre a finales de los '70s, regalo del arquero Manga tras un partido amistoso.
Tras la salida de Carlos Biasutto del arco canalla, el club contaba con dos arqueros juveniles de excelente nivel, Héctor Zelada y el Oso Ferrero. Alternaron durante cuatro temporadas la titularidad en la valla auriazul. Ambos lograron mantenerse con promedios de goles recibidos muy bajos: Zelada recibió 85 goles en 92 partidos (promedio de 0,924), mientras que Ferrero hasta su salida en 1980, sufrió en 180 encuentros solo 177 goles (promedio de 0,983). Tal era el gran nivel de ambos que Griguol declaró que con ellos dos tenía un Kempes.
Luego de varias campañas donde el equipo mostró un muy buen nivel, llegó la consagración en el Campeonato Nacional 1980. Ferrero fue titular hasta el encuentro de ida por los cuartos de final ante Unión de Santa Fe, en el cual fue expulsado. En la revancha atajó Daniel Carnevali, mundialista en 1974 y que había retornado al club el año anterior; éste se lució con una gran actuación, penal atajado incluido, lo que llevó al técnico Ángel Tulio Zof a conservarlo en el puesto hasta el final del torneo.
Ferrero es el tercer arquero que más partidos disputó en Rosario Central, detrás del Gato Andrada (283 encuentros) y Carlos Biasutto (189).
Una vez finalizado el Nacional 1980 pasó a Cruz Azul; su debut en el fútbol mexicano fue el 11 de enero de 1981, en un partido ante el Deportivo Toluca. Fue contratado para suplir a un ícono en la portería como fue Miguel Marín, "El Gato", quién dejó al equipo por haber tenido un infarto al miocardio. Con esa misma camiseta, fue subcampeón de Liga en la temporada 1980-1981, siendo elegido como el mejor arquero del torneo. Antes de llegar a México, el buscatalentos del Club América Panchito Hérnandez lo miró en un entrenamiento de Rosario Central en el que le gustaron sus habilidades, mas no su carácter, por lo que en su lugar prefirió llevar a su compañero y concuño Héctor Miguel Zelada quien se consagró en la década de los '80s con el club azulcrema. En 1983 fichó por el Fútbol Club Barcelona, pero no llegó a debutar y fue cedido al Racing de Santander.
En 1984 llegó a Ferro Carril Oeste, conducido por Griguol. Allí se consagró campeón del Campeonato Nacional. Jugó en este club un total de 22 partidos, en los que recibió 16 goles. Prosiguió en Instituto y cerró su carrera en Argentino de Rosario, en segunda división, retirándose debido a una lesión.
Luego fue entrenador de porteros de River, y posteriormente auxiliar de Enrique Meza con el Deportivo Toluca, equipo al que Ferrero terminó dirigiendo después de que Meza tuviera que dejar la liguilla del Torneo Invierno 2000 para dirigir a la Selección de fútbol de México, y en esa instancia perdió la final contra Morelia.
Al final de su carrera fue cazatalentos para Talleres de Córdoba. Falleció el 16 de noviembre de 2015 por un infarto, en Argentina.

## Selección nacional
Sus prometedoras actuaciones como juvenil lo llevaron a ser convocado por César Menotti para disputar el Torneo Esperanzas de Toulon de 1975; allí el conjunto albiceleste obtuvo el título al vencer 1-0 a Francia, con Ferrero como arquero titular. Posteriormente, en ese mismo año, el arquero fue convocado a la selección mayor para participar de la Copa América disputada en diversas sedes. Ferrero ocupó el puesto de tercer arquero del equipo, siendo relegado por Hugo Orlando Gatti, guardameta en esos años de Unión de Santa Fe, y por Hector Baley, el portero de Colón de Santa Fe.
Retornó al combinado nacional al ser incluido como parte del plantel que actuó en la Copa América 1979, pero le tocó ser nuevamente el tercer arquero detrás de sus colegas Enrique Vidallé y Julio César Falcioni, por lo que no tuvo la oportunidad de debutar oficialmente.

### Participaciones en la Copa América
| Copa              | Sede          | Resultado              |
| ----------------- | ------------- | ---------------------- |
| Copa América 1979 | Sin sede fija | Eliminado en 1.° ronda |

## Clubes

### Como jugador
| Club                | País      | Año       |
| ------------------- | --------- | --------- |
| Rosario Central     | Argentina | 1975-1980 |
| Cruz Azul           | México    | 1981-1983 |
| FC Barcelona        | España    | 1983      |
| Racing de Santander | España    | 1983-1984 |
| Ferro Carril Oeste  | Argentina | 1984      |
| Instituto           | Argentina | 1985      |
| Argentino (Rosario) | Argentina | 1986      |

### Como entrenador
| Club   | País   | País    |
| ------ | ------ | ------- |
| Toluca | México | 2000-01 |

## Palmarés

### Campeonatos internacionales
| Título                      | Equipo    | País    | Año  |
| --------------------------- | --------- | ------- | ---- |
| Torneo Esperanzas de Toulon | Argentina | Francia | 1975 |

### Campeonatos nacionales
| Título           | Equipo             | País      | Año    |
| ---------------- | ------------------ | --------- | ------ |
| Primera División | Rosario Central    | Argentina | N-1980 |
| Primera División | Ferro Carril Oeste | Argentina | N-1984 |

### Distinciones individuales
| Equipo    | Título                        | País   | Campeonato               |
| --------- | ----------------------------- | ------ | ------------------------ |
| Cruz Azul | Mejor Arquero de la temporada | México | Primera División 1980-81 |